# Artère collatérale ulnaire inférieure
 (septembre 2021).
Si vous disposez d'ouvrages ou d'articles de référence ou si vous connaissez des sites web de qualité traitant du thème abordé ici, merci de compléter l'article en donnant les références utiles à sa vérifiabilité et en les liant à la section « Notes et références ».
L'artère collatérale ulnaire inférieure (ou artère collatérale cubitale inférieure ou artère collatérale interne inférieure) est une artère du bras.

## Origine
L'artère collatérale ulnaire inférieure est une branche collatérale de l'artère brachiale qui nait environ 5 cm au-dessus du pli du coude.

## Trajet
L'artère collatérale ulnaire inférieure passe médialement sur le muscle brachial et perfore le septum intermusculaire médial du bras. Elle s'enroule autour de la face postérieure de l'humérus entre le triceps brachial et l'os lui-même.
L'artère s'anastomose avec l'artère collatérale médiale formant un arc vasculaire au-dessus de la fosse de olécrane.
Elle s'anastomose également avec l'artère collatérale ulnaire supérieure et l'artère récurrente ulnaire.
Elle contribue au réseau articulaire cubital.

## Galerie

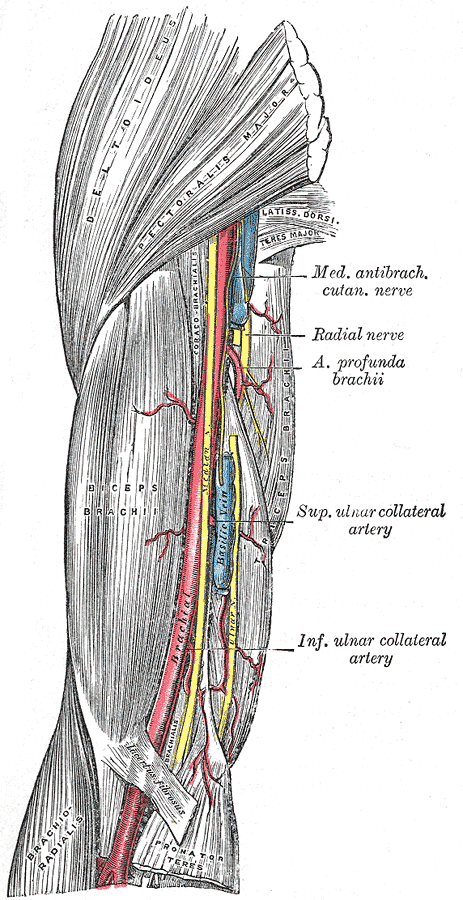
L'artère brachiale.
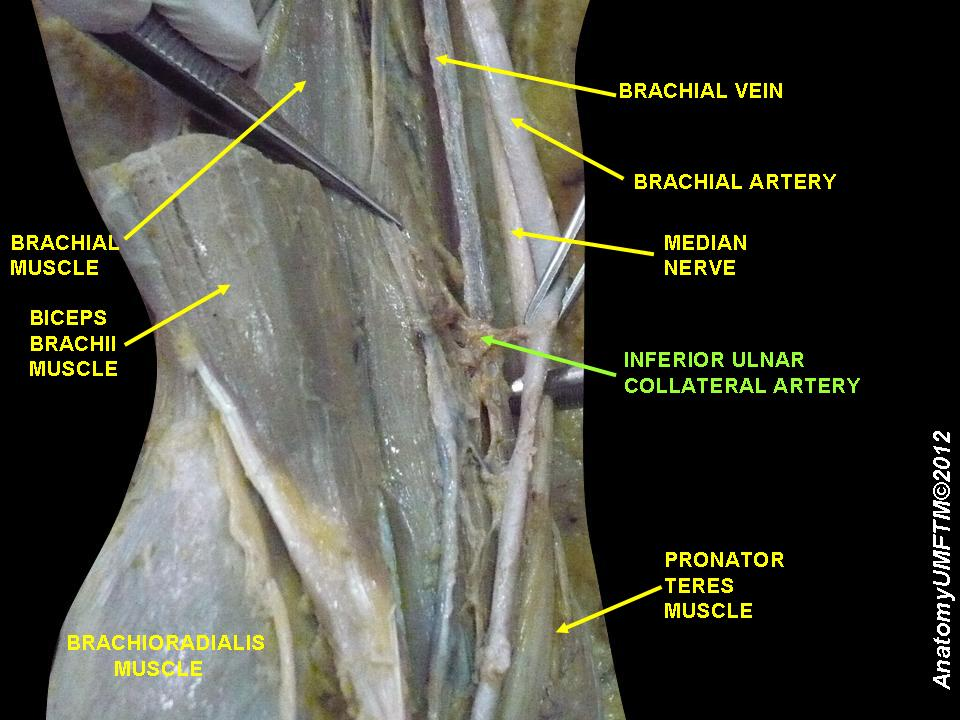
L'artère collatérale ulnaire inférieure